# 카야 (가수)
카야(Kayah, 1967년 11월 5일 ~ )는 폴란드의 싱어송라이터이다.